# Hyères Handi Club
Le club d'handibasket appelé le Hyères Handi Club (qui n'est pas une section du HTV) est actuellement présidé par Philippe Lagarde et entrainé par Jérôme Mugnaini qui a, durant la saison 2005-2006, gagné le titre de Champion de France sans avoir concédé une seule défaite.
Le Hyères Handi Club a de nouveau été sacré Champion de France au terme de la saison 2008-2009.

## Histoire
Hyères organise la nouvelle formule du Final Four du championnat de Nationale A en 2014, à domicile,. Mais les Varois se font surprendre tour à tour par Meaux puis Bordeaux et terminent au pied de "leur" podium.

## Palmarès
Palmarès européen

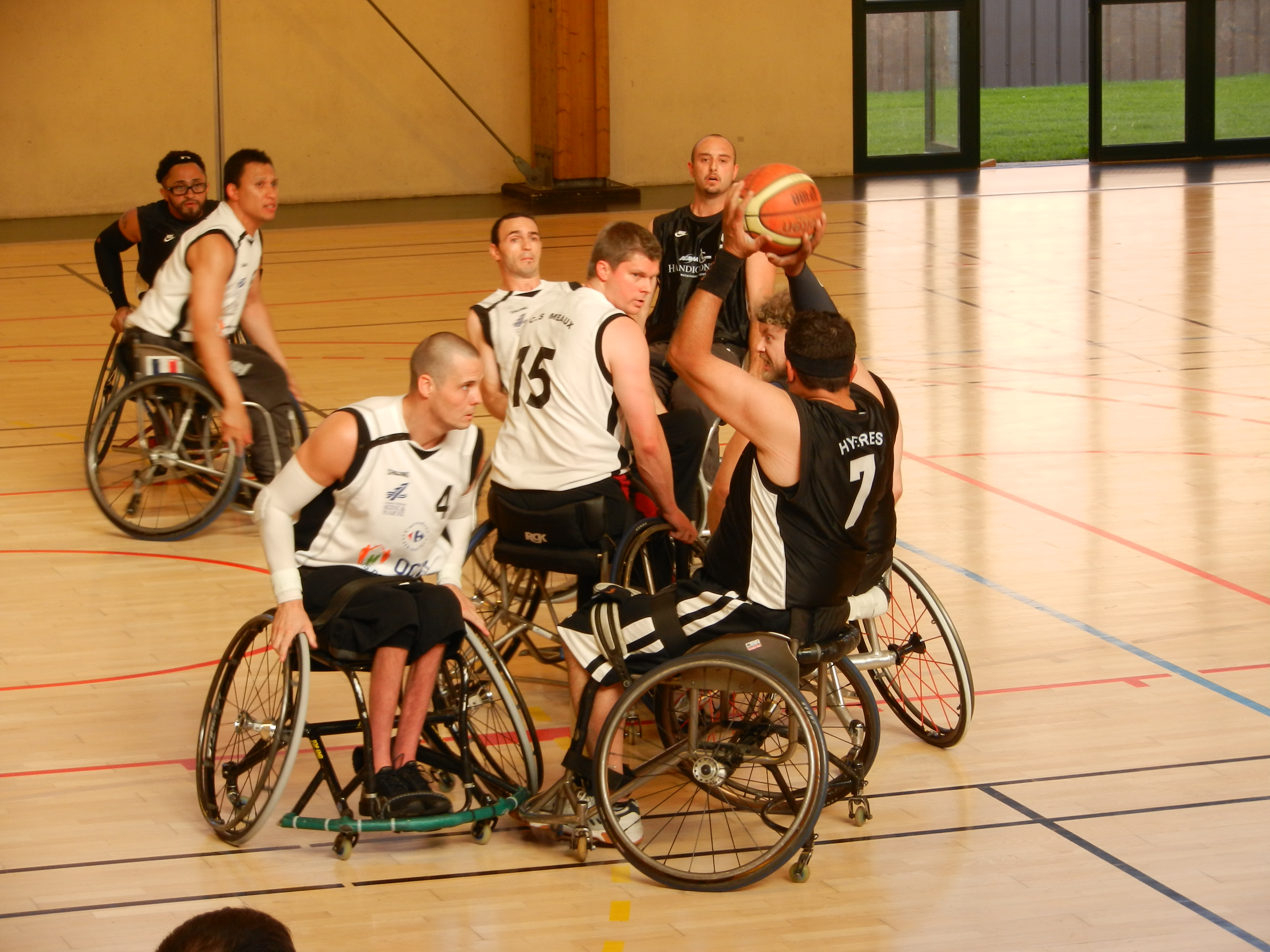
Hyères (en noir) fait face à la défense de Meaux lors du match retour de la finale du championnat de France Nationale A 2011-2012, délocalisé à Coulommiers.

- Coupe des Clubs Champions (EuroCup 1) :
  - 2009 : 8e place[7]
  - 2014 : 8e place[8]
  - 2017 : 1/4 de finale (3e du groupe B)[9]
- Coupe André Vergauwen (EuroCup 2) : 
  - 2011 : 6e place[10]
  - 2012 : 7e place[11]
  - 2013 : 7e place[12]
  - 2015 :  Vice-champion d'Europe[13]
  - 2025 :  3e place
- Coupe Willi Brinkmann, puis Euroligue 2 depuis 2018 (EuroCup 3) : 
  - 2010 : 7e place[14]
  - 2016 : qualifié mais déclare ensuite forfait[15],[16]
  - 2023 :  3e place
  - 2024 : 4e place

Palmarès national
- Champion de France Nationale 1A : 2002, 2003, 2006, 2009, 2016.
- Vice-champion de France Nationale 1A : 2010, 2012, 2013.
- Coupe de France : 2002, 2004, 2005, 2007, 2008, 2013 (à Paris-Bercy), 2014[18] (à Paris-Coubertin), 2020 à L'Azur Arena Antibes.

## Joueurs célèbres ou marquants
- Ouahid "Yoyo" Boustilla
- Aaron Gouge
- Nicolas Jouanserre
- Joshua Turek
- Ibrahima N'Diaye
- Sofyane Mehiaoui